# Leluh
Leluh es un importante sitio arqueológico prehistórico e histórico, que comprende los restos de una ciudad en la isla Lelu, un satélite de la isla más grande de Kosrae en los Estados Federados de Micronesia. Los restos son los de una civilización que alcanzó su apogeo alrededor de los siglos XIV y XV, con elementos todavía visibles en el momento del contacto con Europa a principios del siglo XIX.
Los gobernantes de Leluh conquistaron gradualmente y unificaron así la isla de Kosrae. Desde la capital, Leluh, gobernaron la isla con una monarquía que los arqueólogos creen que era similar a los reinos de Tonga o Hawái.

## Descripción

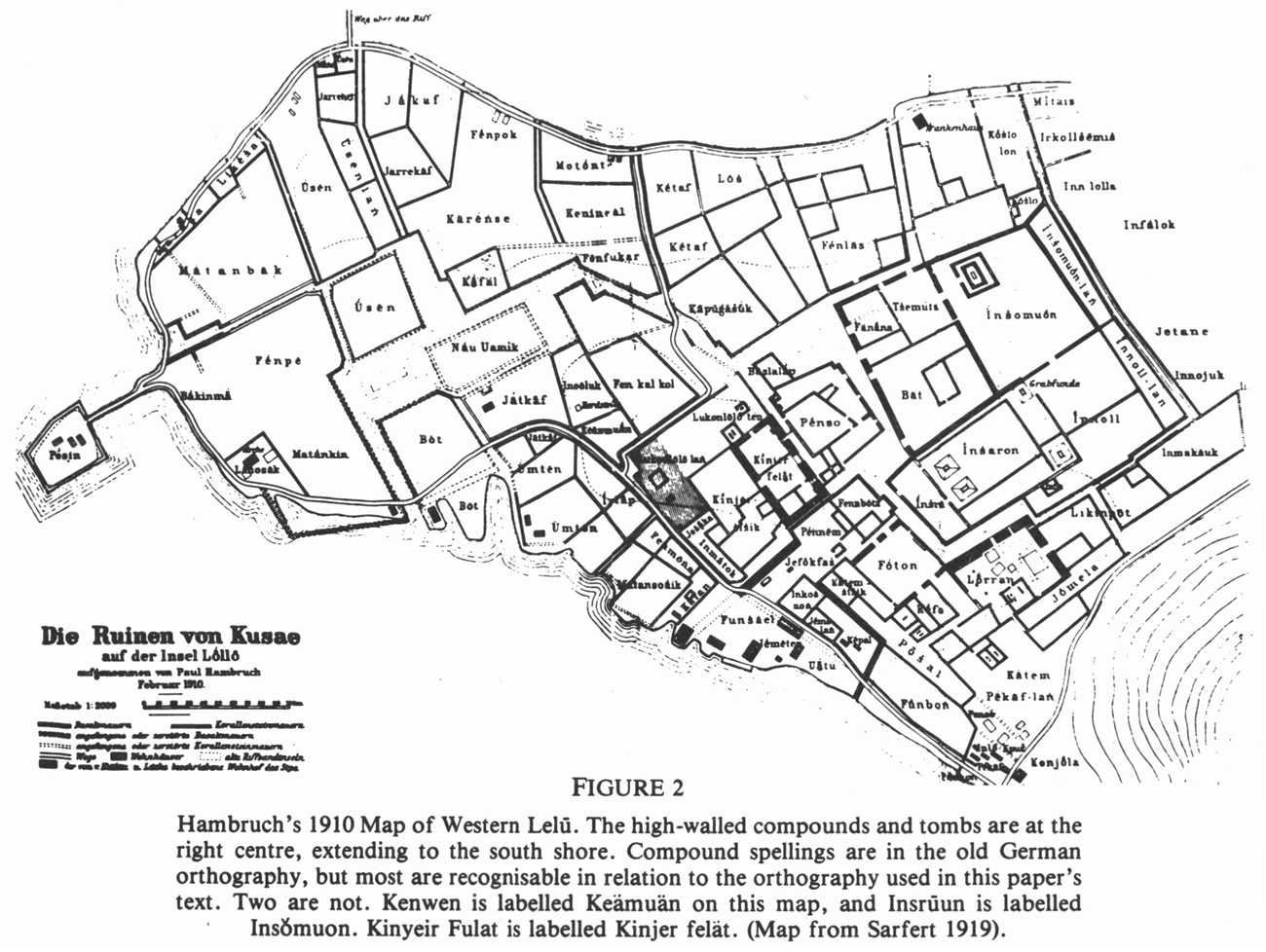
Lelu - mapa arqueológico.

La ciudad está construida con bloques de coral y basalto. Consiste en viviendas, tumbas reales y espacios sagrados. La vivienda reagrupaba al rey, a su familia, a la aristocracia alta y baja y, por supuesto, a la población plebeya. Los materiales utilizados para la construcción de viviendas dependían de la clase social, al igual que la situación espacial del pueblo: en el centro el rey y la aristocracia detrás de altos muros de basalto (similares a los de Nan Madol), al oeste, la aristocracia inferior en modestas casas de coral, y el resto de la población en sencillas cabañas.
En el momento del contacto con Europa, la población de Kosrae se estimaba en 6.000 personas; descendió a 200 en 1870. Tras el aumento de los asentamientos, los materiales de la ciudad se reciclaron para otros usos a lo largo del siglo XX.
El sitio fue inscrito en el Registro Nacional de Lugares Históricos de los Estados Unidos en 1983.